# Mirko Höfflin
Mirko Höfflin (né le 18 juin 1992 à Fribourg-en-Brisgau en Allemagne) est un joueur allemand de hockey sur glace.

## Biographie
Né le 18 juin 1992 à Fribourg-en-Brisgau en Allemagne, Mirko Höfflin fait ses gammes dans les équipes junior du Adler Mannheim, avec qui il remporte à trois reprises le titre de champion d’Allemagne junior. En 2009 et en 2010, il représente son pays au championnat du monde des moins de 18 ans. Durant la saison 2009-2010, il fait ses débuts professionnels en 2. Bundesliga avec les Heilbronner Falken. Durant cette saison, il joue pour l’Allemagne lors du championnat du monde junior. En juin 2010, il est repêché par les Blackhawks de Chicago au 6e tour (151e au total). Il rejoint alors l’Amérique du Nord et les Remparts de Québec en Ligue de hockey junior majeur du Québec, avec qui il joue la saison 2010-2011. Au cours de cette même saison, il joue à nouveau le championnat du monde junior. Il est échangé après sa première saison au Titan d'Acadie-Bathurst, toujours dans la Ligue de hockey junior majeur du Québec, contre Jérémie Malouin. Il joue une dernière fois le championnat du monde junior en décembre 2011 et janvier 2012.
Après deux saisons en Ligue de hockey junior majeur du Québec, il revient dans son club formateur pour faire ses débuts dans la DEL.

## Statistiques

### En club
| Saison    | Équipe                  | Ligue         |                   | Saison régulière  | Saison régulière  | Saison régulière  | Saison régulière  | Saison régulière  |                   | Séries éliminatoires | Séries éliminatoires | Séries éliminatoires | Séries éliminatoires | Séries éliminatoires |
| Saison    | Équipe                  | Ligue         | PJ                | B                 | A                 | Pts               | Pun               | PJ                | B                 | A                    | Pts                  | Pun                  |                      |                      |
| 2007-2008 | Jungadler Mannheim      | DNL           | 34                | 8                 | 7                 | 15                | 18                | 8                 | 0                 | 2                    | 2                    | 4                    |                      |                      |
| 2008-2009 | Jungadler Mannheim      | DNL           | 36                | 14                | 31                | 45                | 26                | 8                 | 6                 | 8                    | 14                   | 0                    |                      |                      |
| 2009-2010 | Heilbronner Falken      | 2. Bundesliga | 18                | 0                 | 3                 | 3                 | 0                 | 5                 | 0                 | 0                    | 0                    | 2                    |                      |                      |
| 2009-2010 | Jungadler Mannheim      | DNL           | 24                | 32                | 35                | 67                | 20                | 8                 | 5                 | 9                    | 14                   | 2                    |                      |                      |
| 2010-2011 | Remparts de Québec      | LHJMQ         | 54                | 14                | 31                | 45                | 16                | 15                | 4                 | 10                   | 14                   | 12                   |                      |                      |
| 2011-2012 | Titan d'Acadie-Bathurst | LHJMQ         | 59                | 18                | 24                | 42                | 30                | 6                 | 2                 | 2                    | 4                    | 2                    |                      |                      |
| 2012-2013 | Adler Mannheim          | DEL           | 35                | 3                 | 4                 | 7                 | 10                | -                 | -                 | -                    | -                    | -                    |                      |                      |
| 2013-2014 | Adler Mannheim          | DEL           | 35                | 3                 | 4                 | 7                 | 10                | -                 | -                 | -                    | -                    | -                    |                      |                      |
| 2014-2015 | Adler Mannheim          | DEL           | 44                | 3                 | 7                 | 10                | 10                | 4                 | 1                 | 1                    | 2                    | 2                    |                      |                      |
| 2015-2016 | Straubing Tigers        | DEL           | 50                | 7                 | 13                | 20                | 28                | 7                 | 0                 | 0                    | 0                    | 2                    |                      |                      |
| 2016-2017 | Adler Mannheim          | DEL           | 37                | 0                 | 8                 | 8                 | 6                 | 3                 | 0                 | 1                    | 1                    | 2                    |                      |                      |
| 2017-2018 | Schwenninger Wild Wings | DEL           | 39                | 9                 | 13                | 22                | 8                 | 2                 | 0                 | 0                    | 0                    | 0                    |                      |                      |
| 2018-2019 | Schwenninger Wild Wings | DEL           | 52                | 12                | 17                | 29                | 16                | -                 | -                 | -                    | -                    | -                    |                      |                      |
| 2019-2020 | ERC Ingolstadt          | DEL           | 41                | 13                | 12                | 25                | 16                | -                 | -                 | -                    | -                    | -                    |                      |                      |
| 2019-2020 | ERC Ingolstadt          | DEL           | 35                | 10                | 13                | 23                | 8                 | 4                 | 1                 | 2                    | 3                    | 0                    |                      |                      |
| 2021-2022 | ERC Ingolstadt          | DEL           | 54                | 13                | 16                | 29                | 16                | 2                 | 2                 | 0                    | 2                    | 2                    |                      |                      |
| 2022-2023 | ERC Ingolstadt          | DEL           | 45                | 14                | 24                | 38                | 10                | 16                | 2                 | 2                    | 4                    | 2                    |                      |                      |
| 2023-2024 | ERC Ingolstadt          | DEL           | Saison en cours ? | Saison en cours ? | Saison en cours ? | Saison en cours ? | Saison en cours ? | Saison en cours ? | Saison en cours ? | Saison en cours ?    | Saison en cours ?    | Saison en cours ?    |                      |                      |

| Année | Équipe             | Compétition       |   | PJ | B | A | Pts | Pun                           |  | Résultat |
| 2009  | Heilbronner Falken | Coupe d'Allemagne | 1 | 0  | 0 | 0 | 0   | Huitièmes de finale           |  |          |
| 2012  | Adler Mannheim     | Trophée européen  | 5 | 0  | 1 | 1 | 0   | 8e place de la Division Ouest |  |          |
| 2012  | Adler Mannheim     | Coupe Spengler    | 1 | 0  | 0 | 0 | 0   | Quart de finale               |  |          |

### En équipe nationale
| Année | Compétition                      |   | PJ | B | A  | Pts | Pun | +/-       |  | Résultat |
| 2009  | Championnat du monde - 18 ans    | 6 | 0  | 1 | 1  | 4   | -5  | 10e place |  |          |
| 2010  | Championnat du monde - 18 ans D1 | 5 | 4  | 7 | 11 | 0   | +12 | Promu     |  |          |
| 2010  | Championnat du monde junior D1   | 5 | 4  | 2 | 6  | 4   | +7  | Promu     |  |          |
| 2011  | Championnat du monde junior      | 6 | 0  | 1 | 1  | 4   | -4  | 10e place |  |          |
| 2012  | Championnat du monde junior. D1A | 5 | 2  | 3 | 5  | 6   | +7  | Promu     |  |          |